# Aulis Sallinen
Aulis Sallinen (Salmi, 9 april 1935) is een Fins componist en muziekpedagoog.

## Levensloop
Sallinen werd geboren in een plaatsje aan het Ladogameer, dat in 1935 tot Finland behoorde en sinds 1944 Russisch is. Als klein jongetje kreeg hij viool- en pianoles. Omdat hij ook jazz speelde, was de kunst van de improvisatie gewenst. Hij begon deze improvisaties neer te schrijven en zo begon hij op jeugdige leeftijd ook met het componeren. Zijn studies voor compositie deed hij aan de Sibeliusacademie in Helsinki bij Aarre Merikanto en Joonas Kokkonen en werden in 1960 met het diploma afgesloten. Daarna was hij van 1965 tot 1976 lid van het lerarencorps aan de Akademie.
Hij was bestuurslid in verschillende organisaties. Van 1960 tot 1969 zat hij in het bestuur van het Finnish Radio Symphony Orchestra en van 1958 tot 1973 was hij secretaris, van 1971 tot 1973 voorzitter, van de Finse Componisten Vereniging. Verder was hij van 1970 tot 1984 bestuurslid en van 1988 tot 1990 voorzitter van de TEOSTO (een zusterorganisatie van de BUMA). Verschillende jaren was hij ook bestuurslid van de Finse Nationale Opera.
Voor diverse composities kreeg hij nationale en internationale prijzen, waarvan de in 1983 samen met Krzysztof Penderecki ontvangen Wihuri International Sibelius Prijs de belangrijkste was. Door de universiteiten van Helsinki en Turku werd hij als eredoctor onderscheiden. Verder is hij sinds 1979 lid van de Koninklijke Zweedse Muziekacademie. In 1981 werd hij door de Finse overheid uitgeroepen tot professor in de kunsten voor het leven en dat maakte het hem vooral financieel mogelijk zich uitsluitend bezig te houden met het componeren.
Van diverse bekende ensembles (onder andere het Kronos kwartet) en organisaties kreeg hij opdrachten werken te componeren. In zijn oeuvre bevinden zich onder andere acht symfonieën, zes opera's, werken voor orkest, harmonie-orkest, kamermuziek en soloconcerten. Samen met Einojuhani Rautavaara en Kalevi Aho behoort hij in het buitenland tot de bekendste hedendaagse Finse componisten.

## Composities

### Werken voor orkest
- 1956 Twee Mystische Scenes, voor orkest, Op. 1
- 1959-1960 Concert voor Kamerorkest, Op. 3
- 1962-1963 Mauermusik "1962", Op. 7
- 1963 Variaties voor orkest, Op. 8
- 1971 Symfonie nr. 1, Op. 24
- 1972 Symfonie nr. 2 "Symphonische Dialoog", Op. 29
- 1975 Symfonie nr. 3, Op. 35
- 1975 Kamermuziek I, voor strijkorkest, Op. 38
- 1979 Symfonie nr. 4, Op. 49
- 1981 Enige aspecten van Peltoniemi Hintriks treurmars, voor strijkorkest
- 1982 Shadows, prelude voor orkest, Op. 52
- 1985 Symfonie nr. 5 "Washington Mosaics" Op. 57
- 1989 Serenade bij zonsopgang, voor twee trompetten, piano en orkest, Op. 63
- 1989-1990 Symfonie nr. 6 "From a New Zealand Diary", Op. 65
- 1994 At the Palace Gates Op. 68a
- 1996 Symfonie nr. 7 "The Dreams of Gandalf", Op. 71
- 1997 Ouverture Solennel Op. 75
- 2001 Symfonie nr. 8 "Autumnal Fragments" Op. 81

### Werken voor harmonie-orkest
- 1970 Chorali, Op. 22
- 1971 Vantaa-fanfaari, Op. 27
- 1983 Shadows, prelude voor harmonieorkest, Op. 52
- 1996 The Palace Rhapsody, Op. 72

### Concerten met orkest of instrumenten
- 1961 Variaties voor cello en orkest, Op. 5
- 1964 Metamorfosen uit Elegia Sebastian Knightille, voor piano en kamerorkest
- 1968 Vioolconcert, Op. 18
- 1976 Kamermuziek II, voor altfluit en strijkorkest, Op. 41
- 1976 Celloconcert, Op. 44
- 1986 Kamermuziek III; "The Nocturnal Dances of Don Juanquixote", voor cello en strijkorkest, Op. 58
- 1994-1995 Fluitconcert "Harlekiini" Op. 70
- 1997 Introductie en Tango Ouverture voor piano en strijkorkest, Op. 74b
- 2000 Kamermuziek IV voor piano en strijkorkest, Op. 79;
- 2000 Kamermuziek V "Barabbas Variations" voor solo-accordeon en strijkorkest, Op. 80
- 2002 Hoornconcert "Campane ed arie", Op. 82
- 2004-2005 Kamerconcert voor viool, piano en kamerorkest, Op. 87
  1. Tempête en juin
  2. Dolce (attacca)
  3. Epitaphe fragile. Larghetto
- 2007 Concerto voor klarinet, altviool en orkest, Op. 91

### Muziektheater

#### Opera's
| Voltooid in | titel                                                                           | aktes   | première                         | libretto                                                                              |
| ----------- | ------------------------------------------------------------------------------- | ------- | -------------------------------- | ------------------------------------------------------------------------------------- |
| 1973-1974   | Ratsumies (De rijder), Op.32                                                    | 3 aktes | 1975, Savonlinna                 | Paavo Haavikko (op Fins, Engels, Duits en Zweeds)                                     |
| 1976-1978   | Punainen viiva (De rode lijn), Op. 46                                           | 2 aktes | 1978, Helsinki                   | van de componist naar een novel van Ilmari Kianto (op Fins, Engels en Duits)          |
| 1983        | Kuningas lähtee Ranskaan "A chronicle of the coming of the new Ice Age", Op. 53 | 3 aktes | 7 juli 1984, Savonlinna Festival | Paavo Haavikko (op Fins, Engels en Duits)                                             |
| 1986-1988   | Kullervo, Op. 61                                                                | 2 aktes | 1992, Los Angeles                | van de componist naar het epische stuk van Kalevala en uit een speel van Aleksis Kivi |
| 1991-1993   | Palatsi (Het Paleis), Op. 68                                                    | 3 aktes | 1995, Savonlinna                 | Irene Dische en Hans Magnus Enzensberger - Finse vertaling: Aulis Sallinen            |
| 1998-1999   | Kuningas Lear (King Lear), Op. 76                                               |         | 2000, Helsinki                   | van de componist naar Shakespeare (op Fins)                                           |

#### Balletten
| Voltooid in | titel                           | aktes  | première       | libretto | choreografie |
| ----------- | ------------------------------- | ------ | -------------- | -------- | ------------ |
| 1967        | Variations sur Mallarmé, Op. 16 | 1 akte | 1969, Helsinki |          |              |
| 2000-2001   | The Hobbit, Op. 78              |        | 2001, Helsinki |          |              |

### Kamermuziek
- 1963 Serenadi 1963 voor twee blazerskwartetten, Op. 9
- 1964 Elegie voor Sebastian Knight voor cello solo, Op. 10
- 1965 Quattro per quattro voor hobo/fluit/klarinet, viool, cello en klavecimbel, Op. 12
- 1974 Metamorfora voor cello en piano, Op. 34
- 1986 Fanfare voor 4 hoorns, 3 trompetten, 3 trombones, 1 tuba en percussion, Op. 59
- 1990 Echoes from a Play voor hobo en strijkkwartet, Op. 66
- 2003-2004 Quintette avec piano (...des morceaux oubliés...) Op. 85
- Vijf Strijkkwartetten

### Vocaal- en koormuziek
- 1960 Chaka melodrama voor de radio, voor gemengd koor, percussie (2 spelers), piano, 2 violen, alt-viool, cello, contrabas, 2 sprekers en 7 geluidsbanden - tekst: Léopold Sédar Senghor Finse vertaling Pentti Karhumaa
- 1962 Three Lyrical Songs of Death voor bariton solo, mannenkoor, kamerorkest en celesta, Op. 6
- 1972-1973 Four Dream Songs uit de opera Ratsumies voor sopraan en orkest, Op. 3 - tekst: Paavo Haavikko
  1. Man made from sleep
  2. Cradle song for a dead horseman
  3. Three dreams, each within each
  4. There is no stream
- 1974 Songs from the Sea voor kinderkoor a capella, Op. 33
  1. Sea Prayer - tekst: Laulupuu (collectie van Finse volksgedichten)
  2. Shipshape - tekst: Markus Sallinen en Taneli Sallinen
  3. Sea Danger - tekst: Laulupuu (collectie van Finse volksgedichten)
  4. Ballad - Text: Kanteletar (collectie van Finse volksgedichten)
- 1975 Onnozelaar met zijn hond voor bariton en piano, Op. 40a
- 1977 Onnozelaar met zijn hond voor gemengd koor, Op. 40b
- 1978 Dies Irae voor sopraan en bass-solo, mannenkoor en orkest, op. 47 - tekst: Arvo Turtiainen
- 1980 Song Around a Song voor kinderkoor, Op. 50
  1. Italiano (op Italiaans)
  2. Sakura (op Japans)
  3. Tein minä pillin pajupuusta (op Fins)
  4. Joshua fought the Battle of Jerico (op Engels)
  5. Tein minä pillin pajupuusta (op Fins)
  6. Joshua fought the Battle of Jerico (op Engels)
- 1983 The Iron Age Suite voor sopraan, kinderkoor, gemengd koor, orkest, celesta en piano, op. 55 - tekst: gebaseerd op de Kalevala
- 1984 Schaal van Beaufort voor gemengd koor, Op. 56
- 1994 Songs of Life and Death voor bariton-solo, koor en orkest, Op. 69 - tekst: Lassi Nummi
- 1999 The Birth of Ale voor gemengd koor, Op. 77
- 2002-2003 Barabbas Dialogen voor vocale solisten en kamerensemble, Op. 84.